# Франц Максимилиан фон Мансфелд
Франц Максимилиан фон Мансфелд (на немски: Franz Maximilian Graf von Mansfeld; * 22 ноември 1639, Виена; † 12 септември 1692, Виена) е граф на Мансфелд-Фордерорт, главен дворцов майстер на императрицата и индустриалец.

## Живот
Той е големият син на граф Бруно III фон Мансфелд-Фордерорт-Борнщет (1576 – 1644) и втората му съпруга графиня Мария Магдалена фон Тьоринг цу Зефелд (1616 – 1668), дъщеря на фрайхер Фердинанд I фон Тьоринг-Зеефелд (1583 – 1622) и графиня Рената фон Шварценберг-Хоенландсберг (1589 – 1630/1639). По-малкият му брат Хайнрих Франц I (1640 – 1715) е граф на Мансфелд в Хелдрунген, имперски княз, княз на Фонди и генерал-фелдмаршал.
Франц Максимилиан основава през 1650-те години желязна мина близо до Добрис и става индустриалец. През 1675 г. император Леополд I подновява привилегиите на град Добрис. През 1676 г. Франц Максимилиан престроява имението на голям бароков дворец и създава нови градини със статуи на гръцката богиня на лова Артемис и митичния ловец Мелеагрос.
През 1681 г. Франц Максимилианстава рицар на хабсбургския Орден на Златното руно.
Франц Максимилиан умира на 52 години на 12 септември 1692 г. във Виена. Синът му и брат му са издигнати на имперски князе. Със смъртта на правнукът му Йозеф Венцел Йохан Непомук фон Мансфелд (* 12 септември 1735; † 31 март 1780), 4. княз на Мансфелд (1780), граф на Фонди, който катастрофира с карета, родът изчезва по мъжка линия през 1780 г.

## Фамилия
Франц Максимилиан фон Мансфелд се жени на 25 ноември 1663 г. във Виена за графиня Мария Анна Елизабет фон Харах-Рорау (* 1636; † 9 февруари 1698), внучка на граф Карл фон Харах (1570 – 1628), дъщеря на граф Карл Леонхард I (VII) фон Харах-Рорау (1594 – 1645) и графиня Мария Франциска фон Егенберг (1607 – 1679). Те имат пет деца:
- Карл Франц граф фон Мансфелд-Фордерорт (* 2 ноември 1678, Виена; † 19 юли 1717, Прага), граф на Мансфелд-Фордерорт и от 1715 г. 2. княз на Фонди, женен на 31 май 1703 г. във Виена за първата си братовчедка си Мария Елеонора фон Мансфелд (* 16 октомври 1682; † 24 май 1747), дъщеря на чичо му Хайнрих Франц фон Мансфелд
- двама сина и две дъщери, които умират млади